# Adolf De Buck
Adolf "Dolf" De Buck (Aalst, 1 december 1920 - aldaar, 31 augustus 1984) was een Belgisch voetballer. Hij voetbalde in Eerste klasse bij Eendracht Aalst en speelde acht interlandwedstrijden met het Belgisch voetbalelftal. Hij speelde als verdediger.

## Loopbaan
De Buck sloot zich omstreeks 1930 als jeugdspeler aan bij Eendracht Aalst en doorliep er alle jeugdafdelingen. Begin 1936 debuteerde hij als verdediger in het eerste elftal en verwierf er al snel een basisplaats. De ploeg speelde op dat moment nog in Derde klasse.
In zijn eerste seizoen maakte De Buck deel uit van de ploeg die kampioen werd en naar Tweede klasse promoveerde. In 1939 werd de ploeg kampioen in Tweede klasse en kon zo voor het eerst in haar bestaan de promotie naar de hoogste afdeling afdwingen. De Belgische competitie lag deels stil door het uitbreken van de Tweede Wereldoorlog en in de noodcompetities die gespeeld werden kon Aalst zich steeds handhaven in Eerste klasse.
In 1945 werd De Buck voor het eerst geselecteerd voor het Belgisch voetbalelftal als reservespeler. Hij was de allereerste speler van Aalst die werd opgeroepen voor de nationale ploeg. Na enkele wedstrijden als bankzitter mocht hij in 1946 zijn eerste wedstrijd spelen.
Eendracht Aalst kon zich echter niet handhaven in Eerste klasse en degradeerde in 1947 weer naar Tweede klasse. De Buck bleef echter wel in de nationale ploeg spelen. In de periode 1945-1948 werd hij 15 maal geselecteerd en speelde hij 8 wedstrijden. In het voorjaar van 1951 werd De Buck nog een 16e maal voor het Belgisch voetbalelftal geselecteerd maar bleef op de bank.
Datzelfde seizoen degradeerde De Buck met Aalst naar Derde klasse. Eendracht Aalst speelde er in de volgende seizoenen aan de top van de rangschikking en miste in 1954 nipt een promotie naar Tweede klasse. De ploeg had evenveel punten als KFC Izegem, maar eindigde als tweede.
De Buck bleef tot 1955 bij Aalst en zette toen een punt achter zijn voetballoopbaan. Hij speelde ruim 600 wedstrijden voor Aalst, waarvan 185 wedstrijden in Eerste klasse en scoorde 23 doelpunten.